# Deficiência intelectual associada ao IMPA1
A deficiência intelectual associada ao IMPA é nomeada como Retardo Mental Autossômico Recessivo 59 (do inglês Mental Retardation, Autossomal Recessive 59, MRT59) no OMIM #617323
É uma deficiência intelectual grave com quadros psiquiátricos como alucinação, mania de perseguição e comportamento repetitivo. Os indivíduos que manifestam essa condição foram encontrados na cidade de Brejo dos Santos, interior da Paraíba.
Sabe-se que a causa molecular é uma duplicação de cinco pares de base no gene IMPA1. A idade desta mutação é 200 anos e pode ter sido originada dentro do Brasil (autóctone).